# Полет 452 на „Търкиш Еърлайнс“
Полет 452 на „Търкиш Еърлайнс“ е редовен вътрешен пътнически полет от летище „Ататюрк“, Истанбул, до летище „Анталия“, Анталия, Турция, управляван от „Търкиш Еърлайнс“. На 19 септември 1976 г. самолетът „Боинг 727-200“, който изпълнява полета, се разбива в хълма Каратепе на приблизителна надморска височина от 1130 м близо до Ъспърта и убива всички 146 пътници и 8 членове на екипажа на борда. Катастрофата предизвиква най-смъртоносния авиационен инцидент в историята на Турция.
Разследващите откриват диктофона на пилотската кабина, но записът се пази в тайна. Само 4 дни след инцидента министърът на транспорта Нахит Ментеше казва, че първоначалните констатации предполагат, че пилотска грешка причинява инцидента, защото самолетът започва да се спуска твърде рано. Експертите, които проверяват записите, обявяват, че пилотите се опитват да летят визуално, вместо да следват инструментите за нощен полет, което се изисква през нощта. Поради тази причина те объркват тъмната зона пред тях (планината Тавър) със Средиземно море и градските светлини на Ъспарта с тези на Анталия. Установено е и, че оборудването за измерване на разстоянието на летището в Анталия е счупено три дни преди катастрофата.
Повечето пътници пътуват към Анталия за почивка и не са турски граждани. Телата на 18 италиански жертви са погребани в гробище близо до Ъспарта, вместо да бъдат изпратени в Италия, както и всички неидентифицирани тела. При катастрофата загива и депутат от Великото народно събрание на Турция.